# Кузнецов, Анатолий Алексеевич (физик)
Анатолий Алексеевич Кузнецов (20 июня 1930 — 23 июня 2007) ― советский и российский физик, доктор физико-математических наук, профессор, лауреат Государственной премии СССР, заслуженный деятель науки Российской Федерации.
Родился 20.06.1930.
Окончил Московский государственный университет им. М. В. Ломоносова (1954).
С февраля 1955 г. работал в Электрофизической лаборатории, которая после образования ОИЯИ была преобразована в Лабораторию высоких энергий: инженер, старший инженер отдела синхрофазотрона, главный диспетчер по эксплуатации синхрофазотрона (1957-1959), научный сотрудник, старший научный сотрудник, начальник сектора, заместитель директора, начальник отдела. С 1998 по 2007 г. — советник при дирекции ОИЯИ.
Учёный в области физики элементарных частиц и релятивистской ядерной физики. Научные работы связаны с развитием теории сильных взаимодействий и созданием современной теории атомного ядра.
Кандидат (1966), доктор (1971) физико-математических наук. Докторская диссертация:
- Изучение процессов образования странных частиц и резонансов в Π⁻р-взаимодействиях при 4,0 и (7-8) Гэв/с : диссертация ... доктора физико-математических наук : 01.00.00. - Дубна, 1970. - 226 с. : ил.

Автор (соавтор) около 200 научных публикаций, соавтор двух открытий (в том числе «Антисигма-минус-гиперон») и изобретения.
Профессор (1977). 
В 1972-1980 годах возглавлял группу специалистов ОИЯИ, командированную в США для участия в первом совместном советско-американском эксперименте на крупнейшем в то время в мире ускорителе Национальной ускорительной лаборатории имени Э. Ферми в Батавии (США).  Результаты этих экспериментов позволили доказать справедливость фундаментальных принципов теории (причинность, унитарность и лоренц-инвариантность) вплоть до расстояний 10-15 см. В 1983 году этот цикл работ был удостоен Государственной премии СССР.
Заслуженный деятель науки Российской Федерации. Награждён орденами Трудового Красного Знамени, «За научные заслуги» (Румыния), «Дружба» (Монголия), и двумя медалями.
Умер 23 июня 2007 г.